# Le Fouilloux
Le Fouilloux là một xã trong tỉnh Charente-Maritime trong vùng Nouvelle-Aquitaine, tây nam nước Pháp. Xã Le Fouilloux nằm ở khu vực có độ cao trung bình 100 mét trên mực nước biển.